# ماریا پاس فراری
ماریا پاس فراری (اسپانیایی: María Paz Ferrari‎؛ زادهٔ ۱۲ سپتامبر ۱۹۷۳) بازیکن هاکی روی چمن اهل آرژانتین است.
وی در مسابقات کشوری و بین‌المللی در مجموع برندهٔ ۴ مدال طلا، ۳ مدال نقره، ۱ مدال برنز شده‌است.